# Умар Чомого
Умар Чомого (фр. Oumar Tchomogo, нар. 7 січня 1978, Бохікон) — бенінський футболіст, що грав на позиції нападника. Виступав за національну збірну Беніну, з якою був дворазовим учасником Кубка африканських націй.
По завершенні ігрової кар'єри — футбольний тренер. З 2015 року очолює тренерський штаб національної збірної Беніну.

## Клубна кар'єра
Народився 7 січня 1978 року в місті Бохікон. Вихованець футбольної школи клубу АСПАК.
У дорослому футболі дебютував 1998 року виступами за французький «Гренобль», в якому провів три сезони, взявши участь у 53 матчах чемпіонату. Більшість часу, проведеного у складі «Гренобля», був основним гравцем атакувальної ланки команди і у сезоні 1998/99 допоміг комайнді вийти з четвертого дивізіону до третього, а у сезоні 2000/01 зайняв з командою перше місце і вийшов в Дивізіон 2, проте залишився у третій лізі, ставши гравцем «Валанса». З новим клубом наступного року також вийшов до Дивізіону 2, де і дебютував у сезоні 2002/03.
2003 року перейшов у «Генгам», що виступав у вищому французькому дивізіоні, проте основним гравцем не був, а клуб за підсумками сезону вилетів в Дивізіон 2. Всього за кар'єри зіграв лише 13 матчів у Дивізіоні 1, забивши 1 гол. Після цього значну частину сезону 2004/05 бенінець провів на правах оренди у «Ам'єні», що також грав у Дивізіоні 2.
Влітку 2005 року перейшов до «Віторії» (Сетубал), за яку дебютував у програному матчі за Суперкубок
столичній «Бенфіці» 0:1. Загалом до кінця року зіграв у 14 матчах португальської Прімейри.
У січні 2006 року Умар перейшов у еміратський «Баніяс», проте зіграв лише два матчі в усіх турнірах до кінця сезону. Після цього бенінець повернувся до Португалії, де виступав у другому за рангом дивізіоні за клуби «Віторія» (Гімарайнш) та «Портімоненсі».
Влітку 2008 року на правах вільного агента став гравцем французького «Шамбері» з п'ятого за силою дивізіону, проте того ж сезону зміг ще зіграти два матчі у вищому дивізіоні — за «Аль-Харітіят» у Суперлізі Катару.
Завершив професійну ігрову кар'єру у клубі «Валанс» у 2012 році, вивівши за три сезони команду з шостого до четвертого дивізіону Франції. 
Після цього виступав за аматорський клуб «Монтелімар», а з сезону 2013/14 працював там тренером нападників.

## Виступи за збірну
2000 року дебютував в офіційних матчах у складі національної збірної Беніну. 
У складі збірної був учасником Кубка африканських націй 2004 року у Тунісі, що був історичним першим для збірної Беніну, та Кубка африканських націй 2008 року у Гані. Проте на обох турнірах бенінці не здобули жодного очка і займали останнє місце в групі.
Протягом кар'єри у національній команді, яка тривала 10 років, провів у формі головної команди країни лише 25 матчів, забивши 10 голів і завершив її наприкінці 2009 року, після того, як його збірна не пробилась на Кубок африканських націй 2010 року.

## Кар'єра тренера
Розпочав тренерську кар'єру невдовзі по завершенні кар'єри гравця, в червні 2013 року, увійшовши до тренерського штабу Мануеля Амороса у збірній Беніну, де працював до березня 2014 року. В травні 2015 року очолив тренерський штаб збірної Беніну.